# Forțele armate ale Turciei
Forțele armate ale Turciei (în turcă Türk Silahlı Kuvvetleri sau TSK) sunt forțele armate ale Turciei. Ele sunt formate din Forțele Terestre, Forțele Navale, Forțele Aeriene, și Academiile de război. Jandarmeria și Garda de Coastă au funcții de aplicare a legii precum și funcții militare, ele activând în calitate de componente ale forțelor de securitate internă în timp de pace și sunt în subordinea Ministerului de Interne. Pe timp de război sunt subordonate Forțelor Terestre și Forțelor Navale. Președintele Turciei este comandantul suprem al armatei. 
Actualul șef al Statului Major General este generalul Hulusi Akar. Șeful Statului Major General este comandantul forțelor armate. În timp de război, acesta acționează în calitate de comandant suprem, în numele Președintelui Turciei. Tot el reprezintă Comandamentul Militar Suprem al Forțelor Armate Turce în fața Marii Adunări Naționale a Turciei. Comanda forțelor armate și stabilirea politicilor și programelor legate de pregătirea pentru luptă a personalului, informații, operațiuni, organizare, instruire și servicii logistice sunt responsabilitățile Statului Major General. Mai mult, Statul Major General coordonează relațiile militare ale TSK cu statele membre ale NATO și alte națiuni prietene.
Există surse care afirmă că armata turcă își are originile în urmă cu mai mult de două milenii, fiind fondată de Modu Chanyu a Imperiului xiongnu în 209 î.Hr., însă istoria modernă a armatei turce a început cu formarea sa, după prăbușirea Imperiului Otoman. După ce a devenit membru al NATO, la 18 februarie 1952, Turcia a inițiat un amplu program de modernizare a forțelor sale armate. În mod oficial, Forțele armate ale Turciei au devenit Forțele militare moderne din Turcia, devenind a 9-a forță într-un clasament al organizației. Forțele armate ale Turciei includ Forțele Terestre, Forțele Aeriene și Forțele Navale. De asemenea, sunt incluse Jandarmeria și Garda de Coastă din Turcia, astfel încât ambele dintre ele au funcții militare și de aplicare a legii. Armata turcă a trimis trupe pentru a lupta în Războiul din Coreea, acestea având un rol important în unele zone ale teatrului de luptă. Spre sfârșitul anilor 1980, a fost inițiat un al doilea proces de restructurare. Forțele armate turce participă și în cadrul Uniunii Europene, ca grupuri tactice de luptă sub controlul Consiliului European. TSK contribuie, de asemenea, cu personal operațional la inițiativa multinațională „corpul de armată Eurocorps” a UE și NATO.
Forțele armate turce reprezintă în prezent a doua mare forță militară activă a NATO, după Forțele armate ale SUA, având un număr estimată (în 2015) de 639.551 militari, angajați civili și personal paramilitar. Turcia este una dintre cele cinci state membre ale NATO, care fac parte din politica de partajare nucleară a alianței, împreună cu Belgia, Germania, Italia și Țările de Jos. Un total de 90 de bombe nucleare B61 sunt găzduite la Baza Aeriană de la İncirlik, dintre care 40 sunt alocate pentru a fi utilizate de către Forțele Aeriene din Turcia în cazul unui conflict nuclear, dar utilizarea lor necesită aprobarea NATO.

## În prezent
| Date        | Generali/Amirali | Ofițeri | Total (inclusiv civili) |
| ----------- | ---------------- | ------- | ----------------------- |
| 21 Nov 2011 | 365              | 39.975  | 666.576                 |
| 2 Oct 2013  | 347              | 39.451  | 647.583                 |
| 2 May 2014  | 343              | 38.971  | 623.101                 |

## Ramurile de servicii
- Forțele Terestre Turcești (Türk Kara Kuvvetleri)
- Forțele Aeriene Turcești (Türk Hava Kuvvetleri)
- Forțele Navale Turcești (Türk Deniz Kuvvetleri)
- Academii de război din Turcia (Türk Harp Akademileri)
- Comandamentul General al Jandarmeriei (Jandarma Genel Komutanlığı)
- Garda de Coastă (Turcia) (Sahil Güvenlik Komutanlığı)

## Premii și medalii
- Medalia de Onoare a Forțelor Armate Turce
- Medalia  Distinguished Service a Forțelor Armate Turce
- Medalia forțelor armate turce pentru curaj distins si sacrificiu de sine
- Medalia forțelor armate turce pentru bravură și bărbăție
- Medalia forțelor armate turce de Onoare de Stat

## Vezi și
- Tentativa de lovitură de stat din Turcia din 2016